# زاخاژن
زاخاژن (به لهستانی:  Zacharzyn) یک منطقهٔ مسکونی در لهستان است که در گمینا خوجژ واقع شده‌است. زاخاژن ۷۰۴ نفر جمعیت دارد.